# SEPECAT Jaguar
El SEPECAT Jaguar es un avión de ataque a tierra británico, diseñado originalmente para ser empleado por la Real Fuerza Aérea británica y el Ejército del Aire francés en roles de apoyo aéreo cercano y ataque nuclear. Aún continúa en servicio con algunos usuarios de exportación, principalmente en la Fuerza Aérea India y en la Real Fuerza Aérea de Omán.
El Jaguar fue concebido como un avión de entrenamiento con capacidad de ataque a tierra, aunque estos requerimientos acabaron evolucionando, para incluir capacidad supersónica, de reconocimiento aéreo y ataque nuclear. También se planteó el diseño de una variante embarcada para operar en portaaviones, aunque fue desechada en favor del nuevo Dassault Super Étendard. Las aeronaves fueron fabricadas por el consorcio SEPECAT, una empresa gestionada conjuntamente por Breguet Aviation y British Aircraft Corporation. La formación de SEPECAT supuso uno de los primeros grandes programas militares de colaboración anglo-francesa.

## Historia
El programa Jaguar comenzó a principios de los años 1960 como respuesta a una petición británica para un avión de entrenamiento supersónico, y una necesidad francesa para un entrenador subsónico y cazabombardero con buenas prestaciones. A partir de estos propósitos aparentemente dispares se alcanzó crear un único avión diferente: de alta tecnología, supersónico y optimizado para combate a tierra en terreno de alto peligro. Su intención era ser el reemplazo del Hawker Hunter de la RAF y el F-100 Super Sabre del Armée de l'Air.
El Jaguar estuvo en servicio en varios países como un avión de ataque supersónico, con el Ejército del Aire Francés como uno de sus principales cazabombarderos de ataque hasta el 1 de julio de 2005, cuando fue reemplazado por el Dassault Rafale, y en la Royal Air Force hasta finalizar abril de 2007 cuando fue reemplazado por el Panavia Tornado.

## Desarrollo
Para el desarrollo conjunto de este avión de ataque a tierra, las negociaciones entre ambos países acabaron con la formación de SEPECAT (Société Européenne de Production de l'Avion d'Ecole de Combat et d'Appui Tactique) en 1966 como una empresa conjunta entre Breguet Aviation, el diseñador principal y actualmente como Dassault Aviation y la British Aircraft Corporation para fabricar la estructura del avión y un equipo entre Rolls-Royce y Turbomeca para desarrollar el turbofán con poscombustión Adour.
Se fabricaron 8 prototipos de pruebas, el primero realizó su vuelo inaugural el 8 de septiembre de 1968. Se trataba de un diseño bimotor y monoplaza, con alas en flecha con buen desempeño en vuelos a baja altitud y velocidad, con un tren de aterrizaje alto. Tenía un peso máximo al despegue de 15 toneladas y podía actuar en un radio de 850 km con los depósitos de combustible internos. Su velocidad máxima era de Mach 1,6 (1,1 a nivel del mar) y disponía de sujeciones para transportar hasta 4500 kg de armamento.

## Diseño
Avión de ataque a tierra supersónico, bimotor y ligero, tiene buenas prestaciones en vuelo a baja altitud y velocidad, donde el aire es más denso, húmedo y pesado, y es necesario tener alas más adelantadas y extendidas para mejorar su maniobrabilidad, aumentar el control de la aeronave y lograr que el piloto tenga más dominio sobre ella, lo que le permite efectuar vuelos rasantes de ataque a tierra, volar entre montañas y a nivel del mar, lanzar bombas convencionales de caída libre, bombas guiadas láser y GPS, misiles e incluso atacar con armas nucleares para luego alejarse rápidamente del objetivo.

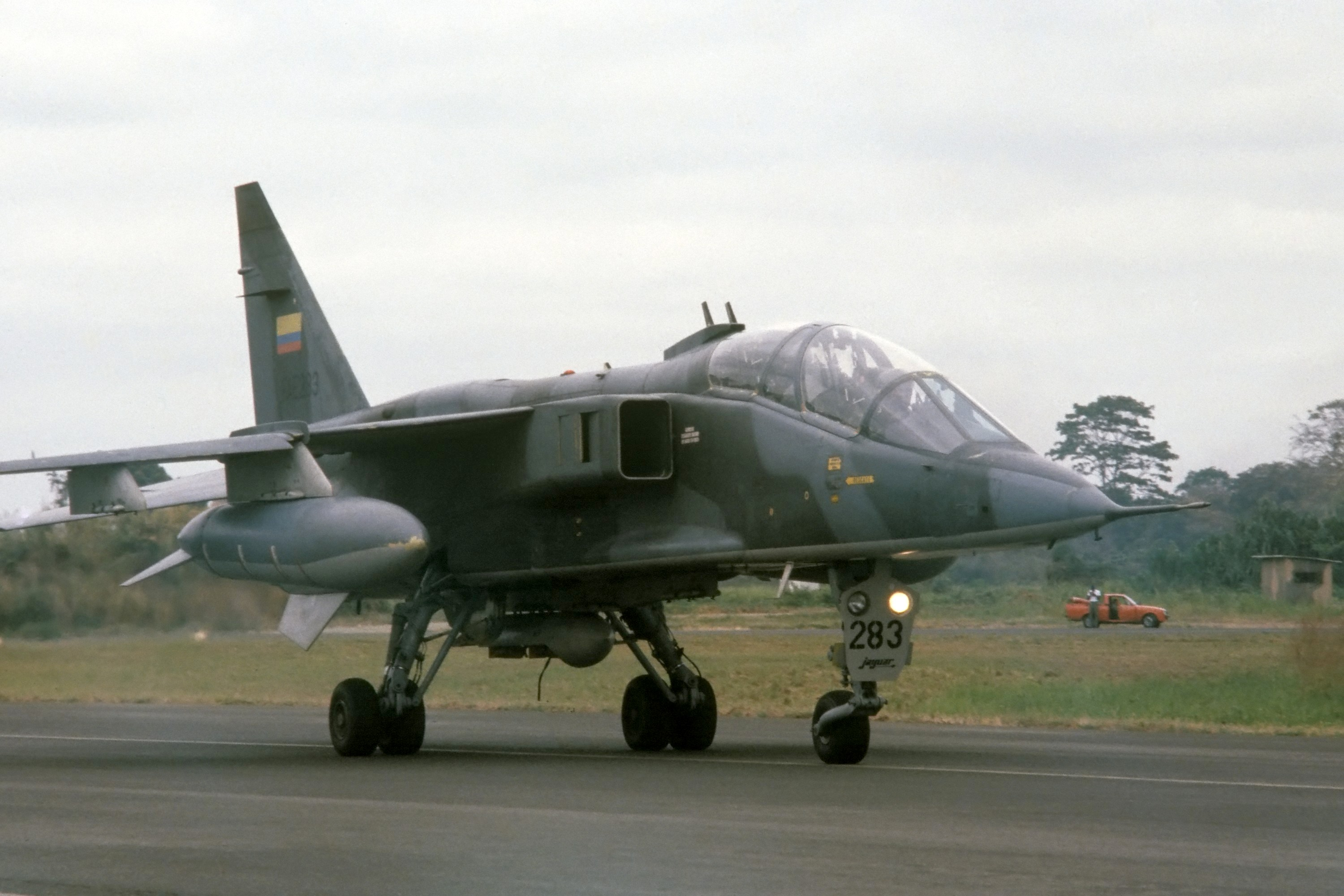
Un biplaza Jaguar EB de la Fuerza Aérea Ecuatoriana.

Tiene un tren de aterrizaje alto y reforzado que le permite aterrizar en pistas cortas, aeropuertos secundarios, carreteras y caminos vecinales de tierra, este requerimiento se solicitó expresamente al fabricante como prevención de la posibilidad de que un ataque enemigo destruyese los campos aéreos militares en plena Guerra fría contra la Unión Soviética y así poder aterrizar en otras carreteras del país, incluso en el campo, recargar combustible y armas con la ayuda del apoyo técnico en tierra, y despegar nuevamente para combatir contra las posiciones enemigas, que estarían invadiendo por tierra a Inglaterra y Francia, con ataques de precisión contra las fuerzas enemigas y una capacidad opcional para combatir contra otros aviones enemigos lanzando misiles de corto alcance, que serían superados por el Jaguar en vuelos a baja altitud y velocidad por el diseño de sus alas, volando cerca de los lugares defendidos en grupos de combate contra los aviones enemigos, que estarían a mayor altitud y volando lejos de sus bases aéreas. 
También se diseñó una versión biplaza para entrenamiento de pilotos y una versión embarcada en portaaviones que fue ofrecida a Francia, Inglaterra y otros países, como un avión de ataque naval embarcado en portaaviones, donde efectuó varias pruebas de vuelo en unos modelos equipados con varias mejoras, demostrando el éxito de su diseño y la potencia de sus motores gemelos en los despegues cortos sobre la cubierta de los portaaviones, donde el diseño de sus alas adelantadas le daba mayor ventaja, pero finalmente fue seleccionado el nuevo avión de ataque embarcado Dassault-Breguet Super Étendard para Francia y el British Aerospace Sea Harrier para Inglaterra.

### Sujeciones sobre alas
El Jaguar (en común con el Lightning) es capaz de utilizar dos sujeciones externas sobre las alas, una sobre cada ala que tiene un diseño especial. Estos pilones de carga superiores son utilizados para transportar misiles aire-aire de corto alcance como el Matra R550 Magic y el AIM-9 Sidewinder, algo único en su tipo que aumenta la capacidad de transporte de armas bajo las alas. 

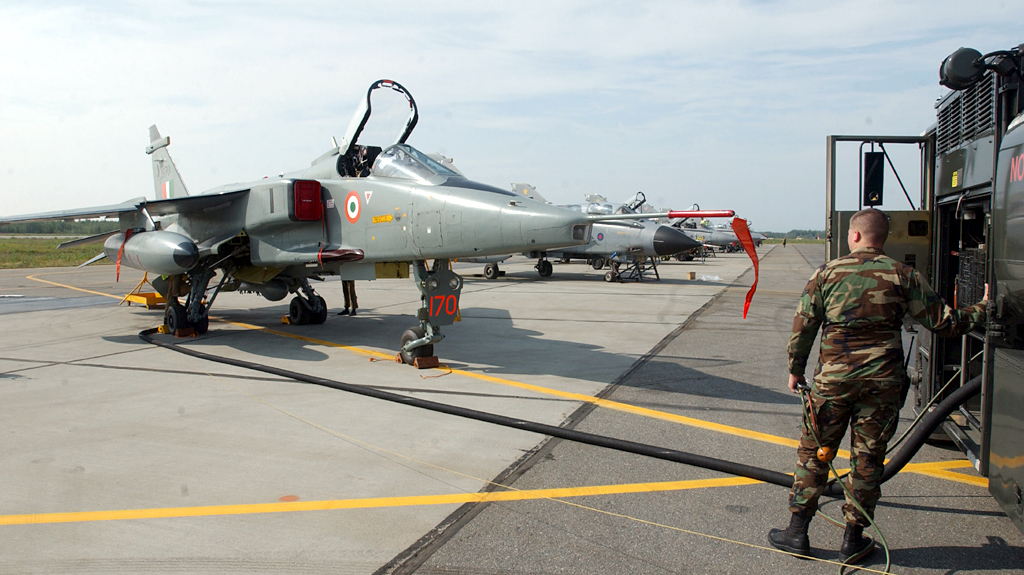
Jaguar GR.1 de la Fuerza Aérea India.

Esta característica especial del Jaguar libera los pilones de carga bajo el ala de la aeronave para poder transportar otro armamento y equipamiento de ataque a tierra, también puede transportar más misiles bajo las alas para operar como un avión escolta de otros aviones de combate, que fueron designados especialmente para atacar en la misión de combate, creando un perímetro de combate en el aire contra otros aviones enemigos para que los aviones de ataque puedan ingresar volando a baja altitud a la zona designada como objetivo enemigo y transportar hasta 3 tanques de combustible externos para aumentar su rango de vuelo, uno bajo el fuselaje central y dos bajo las alas en el pilón de transporte de bombas más cercano al fuselaje central, uno bajo cada ala y puede recibir reabastecimiento de combustible en vuelo, desde un avión cisterna de combustible con la canasta y manguera flexible, desde una toma retráctil instalada sobre el radomo del radar, al costado derecho de la cabina de mando. 
Las alas son adelantadas y reforzadas, para poder transportar tanques de combustible externos, bombas y equipo electrónico bajo las alas, mejorar su performance de vuelo a baja altitud y velocidad, superando a otros diseños de aviones de combate, en un diseño único en su tipo que aumenta la capacidad de combate contra otros aviones caza, sin afectar su capacidad de elevación por el diseño especial de las alas, que le permiten al Jaguar superar a otros aviones caza en un combate cerrado, volando a una menor velocidad y altitud, donde tiene su mayor ventaja operativa por el diseño especial de sus alas y la potencia de sus motores gemelos.

### Jaguar Marine
A finales de los años 1960 la aviación naval francesa basaba la defensa aérea en el Vought F-8E Crusader, el ataque y reconocimiento basado en el Dassault Etendard IVM/P y la misión ASW en el Breguet Alizé Br.1050. Se pensaba en los sucesores de estos aviones y de creó un plan para la sustitución. Los posibles sucesores de los Crusader y Alizé todavía no estaban identificados, pero el de Étendard era la versión naval del SEPECAT Jaguar.
El Jaguar M debería haber reemplazado a los Dassault Etendard IV. Debido a su precio la marina solo habría obtenido 60 en vez de 100 unidades deseadas. De todos modos se estimó un pedido de 50 aviones para la aviación naval, 10 entrenadores Jaguar E (Ecole) no navalizados y 40 Jaguar M. Además el avión se enfrentó a la presión de Dassault para que la Marina adquiriese el Super Etendard.
En noviembre de 1969 realizó su primer vuelo la versión naval. El avión incorporaba un gancho de apontaje, doble rueda en el tren de aterrizaje delantero, y rueda única en el principal. Otras modificaciones previstas eran la inclusión de un telémetro láser, un nuevo sistema de navegación y ataque, un asiento eyectable SEMMB y la variante 102 del motor Adour. Años después India compró la versión de ataque marítimo equipada con radar, lo que demuestra que se podrían haber mejorado los Jaguar M. El avión fue probado en Francia y Reino Unido antes de realizar pruebas de aterrizaje y catapultaje en el portaaviones Clemenceau en julio de 1970. Las pruebas mostraron ciertas debilidades  en caso de aterrizaje abortado, así como problemas en el pilotaje del avión con un solo motor. Estos problemas estaban camino de su resolución al estar previsto un cambio de motores. En 1972, Rolls-Royce/Turbomeca ofreció una variante mejorada del motor Adour, con recalentamiento modulado y un aumento de empuje del 5%. Este motor ofrecía una aceleración mucho más suave y podría haber resuelto los problemas de potencia del Jaguar M. Para reducir la velocidad de aproximación en el aterrizaje y reducir la resistencia inducida, se decidió modificar y agrandar el ala del avión. 
El gobierno francés canceló el Jaguar M en 1973. La decisión francesa nunca fue bien entendida, ya que el Jaguar era supersónico y tenía más capacidad de armamento que el Super Etendard. Los problemas de motor estaban cerca de ser resueltos y se le podría equipar con radar, convirtiéndolo en un avión de ataque maritimo, algo muy interesante para pequeños portaaviones de países como Argentina, Brasil o India.
Algunos creen que el Jaguar M podría haberse convertido en un muy buen avión naval, pero sus enemigos se aprovecharon de sus debilidades para imponer el proyecto de Dassault. El avión había adquirido peso extra, unos 700 kg, durante el proceso de navalización y tendría un ala nueva, lo que reduciría los puntos comunes con el Jaguar estándar. Esos puntos comunes eran la principal ventaja del Jaguar M, ya que se esperaba que redujeran los costes en comparación con un avión nuevo. Además el programa tuvo retrasos y los costes se habían inflado, algo normal en aquella época de inflación. La potencia era un problema en los despegues pero parece que en la segunda campaña de pruebas a bordo del Clemenceau ya se habían resultó muchos de los inconvenientes.
Ante los problemas se estudió la posibilidad de comprar el McDonnell Douglas A-4 Skyhawk o el Ling-Temco-Vought A-7 Corsair II. Dassault había cooperado con LTV en el programa VFX, firmando un acuerdo en 1968 para vender el Corsair II a la Marina francesa. Sin embargo la Marine Nationale era reacia a comprar aviones estadounidenses o, más exactamente nada que no fuera francés. Dassault propuso primero un derivado navalizado del Mirage F1, pero luego vender la idea de reabrir la línea de producción del Étendard IV e instalar un nuevo motor en el antiguo fuselaje. Esta idea se vendió que sería más barata que comprar 50 Jaguar. En 1972 Dassault contaba ya con los prototipos del Jaguar M y el Super Étendard.

### Jaguar IM
Está fue la versión de ataque marítimo creada para la Fuerza Aérea India. La IM significaba India Maritime. Estaba equipada con radar Agave y misiles antibuque Sea Eagle. Un total de 12 aviones fueron oficialmente construidos por HAL, aunque se cree que el número podría ser menor, entre 8 y 10 aviones. India reemplazó el Agave con el más capaz radar Elta EL/M-2022.
El Agave era ofrecido como radar de serie para la versión de ataque naval del Jaguar Internacional, que solo fue adoptada por India aunque por alguna razón prefirió el misil británico Sea Eagle y no el Exocet. Pakistán eligió el combo Agave/AM-39 para su docena de Mirage M5PA3 comprados en respuesta a los Jaguar IM de India.

## Usuarios
Sólo las versiones inglesas se exportaron. La versión francesa sufrió la adquisición de Breguet por Dassault, que estaba más interesada en vender sus Mirage. 

### Actuales
India
- Fuerza Aérea India

### Anteriores
Ecuador

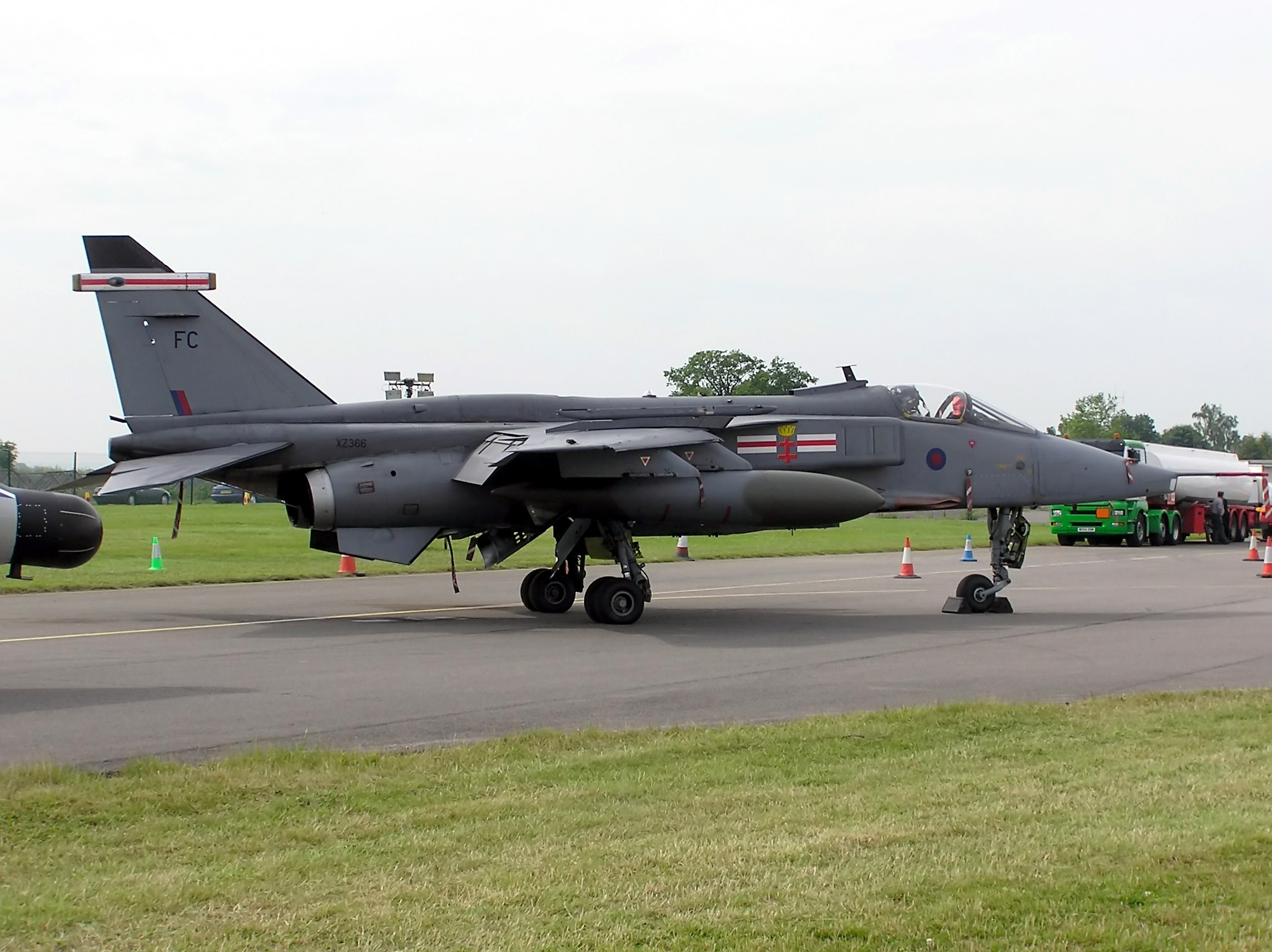
Jaguar GR.3A de la Royal Air Force.

- Fuerza Aérea del Ecuador. Ecuador hizo un pedido de 10 monoplazas EB y dos biplazas ES en 1974, que fueron entregados en 1977. En 1991 compró 3 Jaguar GR.1 procedentes de la RAF como reemplazos.[3][4] Estos aviones fueron retirados de servicio en 2002 por su alto costo operativo/mantenimiento.

 Francia
- Ejército del Aire de Francia. Modelo retirado en 2005.

 Nigeria
- Fuerza Aérea de Nigeria. Pedidos 13 Jaguar SN y 5 Jaguar BN en 1983, que fueron entregados a partir de 1984.[5][4] Retirados de servicio en 1991 como medida de ahorro económico.[5]

 Omán
- Fuerza Aérea Real de Omán. Adquirió 10 Jaguar OS y 2 OB en 1974, después realizó un pedido idéntico en 1980, complementando esos aviones con dos ejemplares procedentes de la RAF, Jaguar T.2 y GR1 recibidos en 1982 y 1986 respectivamente.[5][4] Los Jaguar de Omán fueron actualizados al estándar GR.3A en los años 1990. Los cuatro últimos que aún permanecían operativos, fueron retirados en agosto de 2014[6]

 Reino Unido
- Royal Air Force. Modelo retirado en 2007.
- Empire Test Pilots' School.[7]

## Historia operacional

### Servicio

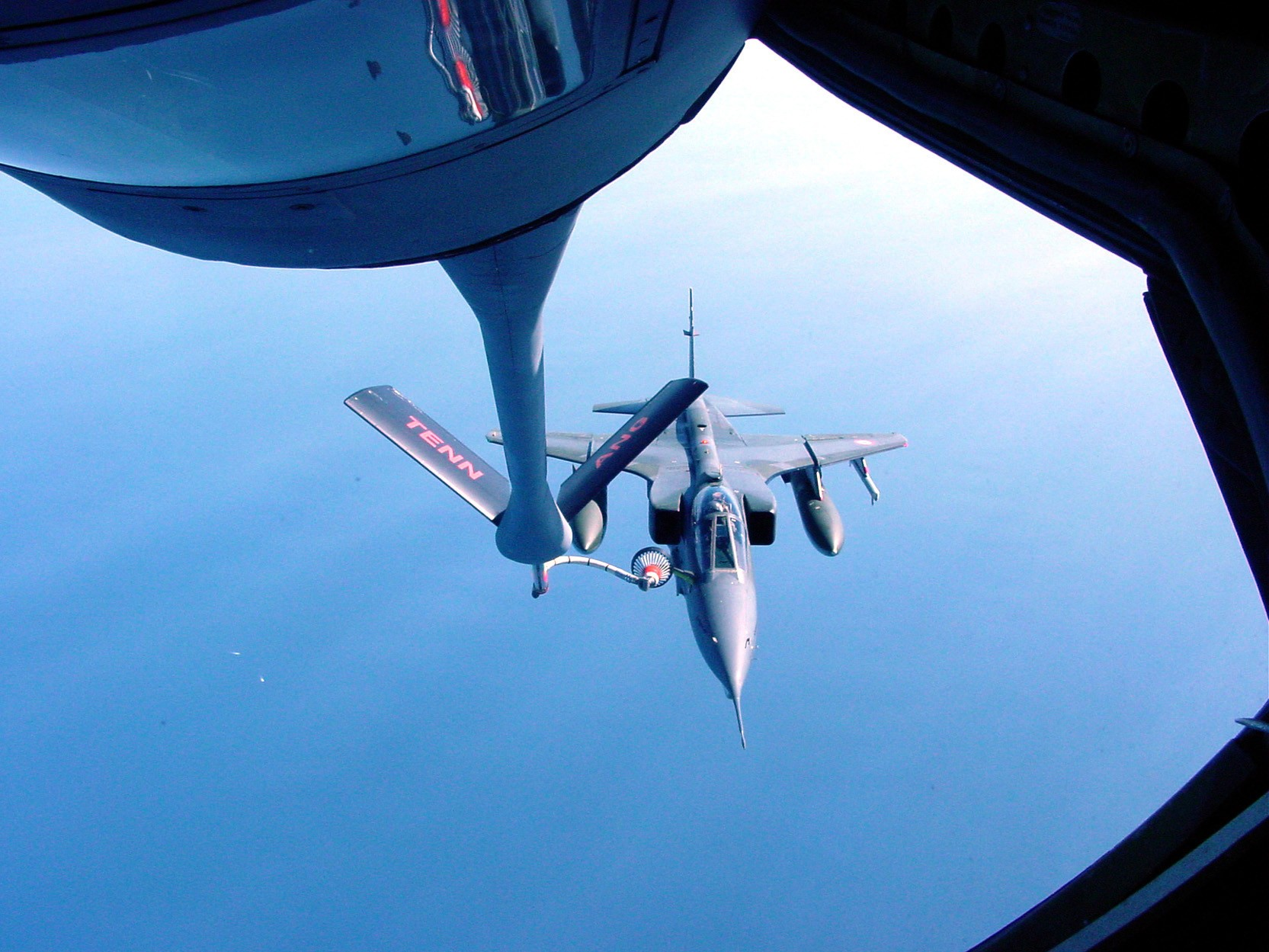
Jaguar del Ejército del Aire Francés siendo reabastecido en vuelo.

El Ejército del Aire Francés recibió el primer Jaguar de producción en 1973, uno de los 160 Jaguar A monoplaza. Para la conversión a avión de entrenamiento, Francia también recibió 40 Jaguar E biplaza. Por su parte, la RAF recibió el primero de los 165 Jaguar GR.1 (o Jaguar S) en 1974. También recibieron 35 aviones de entrenamiento biplaza, el Jaguar T2 o, según la designación de la empresa, Jaguar B. 
En diciembre de 1983, 75 Jaguar fueron actualizados a los estándares del GR.1A y T.2A. Una versión mejorada, el GR.3/A incorporaba nuevos motores, GPS, Navegación de Terreno TERPROM y compatibilidad con gafas de visión nocturna. 
Tras la compra de Bréguet por parte de Dassault, la variante propuesta Jaguar M, un modelo embarcado para la Aeronavale que ya estaba en pruebas de vuelo, fue cancelada a favor del nuevo avión propuesto Super Étendard, pero el gobierno de Francia mantuvo la compra de 5 Jaguar M navales que ya estaban construidos para ser operados desde bases en tierra y como avión de entrenamiento de pilotos.
Además de Francia y el Reino Unido, el Jaguar se exportó a varios países. El principal cliente fue la India que compró unos 40 aviones y también adquirió la licencia para fabricar un centenar más localmente. La Hindustan Aeronautics Limited, empresa aeroespacial principal del país, fabricó 100 Jaguar bajo la denominación de Shamsher. La empresa Jaguar International también vendió aviones a Ecuador, Nigeria y Omán, con capacidades aumentadas según las necesidades de defensa de cada país.
El Jaguar estuvo en servicio durante la Guerra del Golfo con la Armée de l'Air y la RAF, y en la Guerra de Kosovo con Francia y en la Guerra de Kargil con en la Fuerza Aérea India, y también fue usado por Ecuador en la Guerra del Cenepa y en el conflicto de Paquisha ambos contra Perú. 
Un Jaguar fue convertido en Jaguar Active Control Technology (ACT) con controles fly-by-wire y alteraciones aerodinámicas en su fuselaje. Las pruebas realizadas y los datos obtenidos fueron utilizados para el desarrollo del más moderno caza bimotor Eurofighter Typhoon.

### Reemplazo

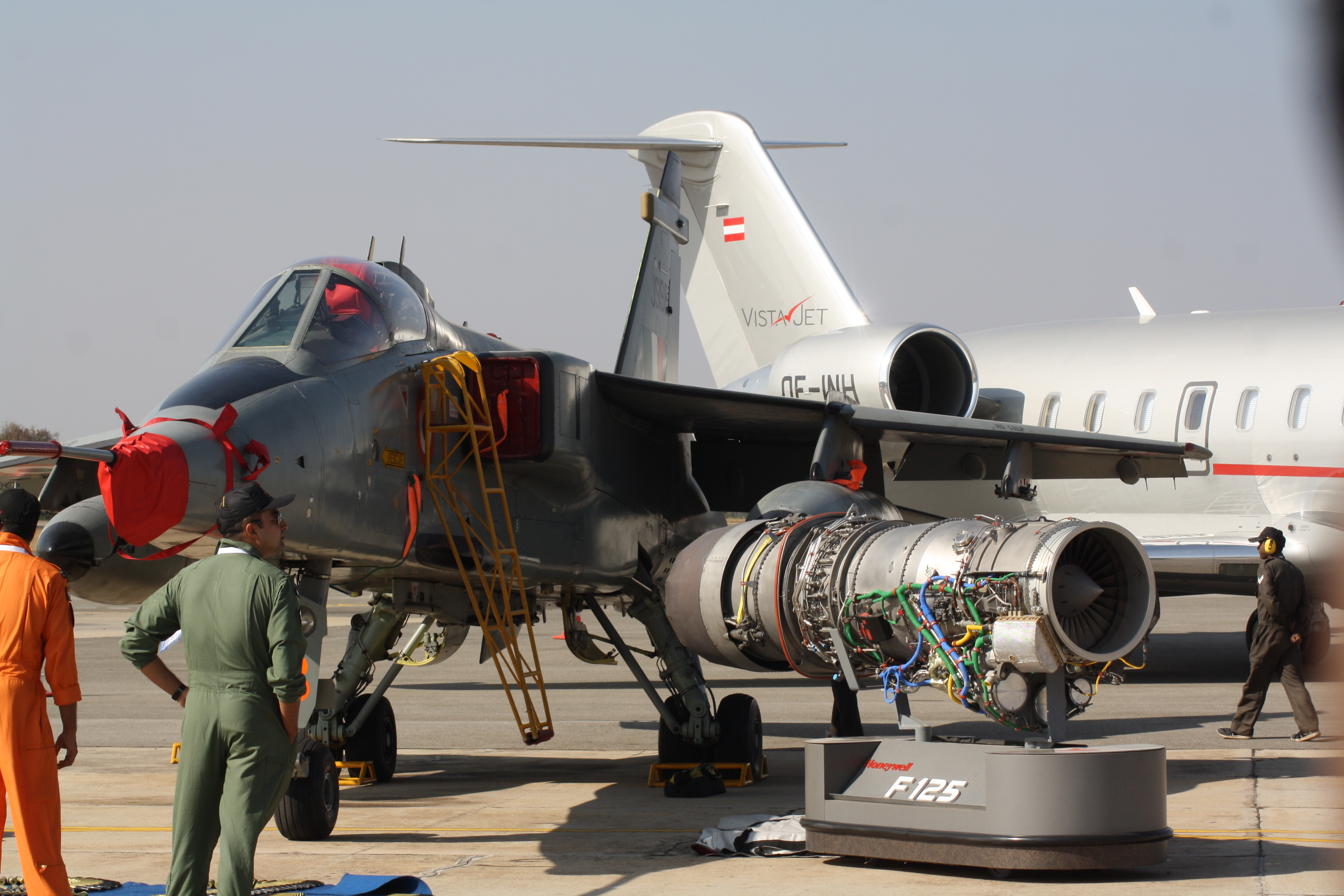
Modernización rechazada (F125)

El Jaguar ha sido actualizado varias veces y permanece en servicio con la India. Está siendo reemplazado en forma gradual en la RAF por el Eurofighter Typhoon y el Rafale en el Ejército del Aire Francés. La India planea reemplazar su flota de Jaguar con un nuevo Avión de Combate Medio que pueda efectuar las misiones de ataque a tierra y combatir contra otros aviones caza, también existen planes para su reemplazo en otros países operadores por un nuevo avión de ataque a tierra.
Las demandas por parte del Departamento del Tesoro británico, para recortar el presupuesto de defensa, condujeron a crear informes sobre la retirada temprana del Jaguar. En los planes sobre el futuro de las fuerzas armadas británicas del 21 de julio de 2004, el entonces Secretario de Defensa Geoff Hoon detalló la retirada del Jaguar para 2007.
La India, por su parte, ha modernizado su flota de aviones y solicitó otros 29 aviones Jaguar IM adicionales a Hindustan Aeronautics en 2005. Actualmente los Jaguar están en un proceso de modernización de parte de Hindustan Aircraft para extender la vida útil del aparato. El primer prototipo hizo su primer vuelo el 1 de agosto de 2017.
En Ecuador se mantuvo operativo hasta el año 2010, cuando se inició su reemplazo programado por el caza supersónico Atlas Cheetah mejorado en un diseño polivalente de combate multipropósito, que también puede efectuar misiones de ataque a tierra como el Jaguar.

## Especificaciones (Jaguar A)
Referencia datos: Jane's All The World's Aircraft 1980–81, Air Force Tac Recce Aircraft: NATO and Non-aligned Western European Air Force Tactical Reconnaissance Aircraft of the Cold War

### Características generales
- Tripulación: 1
- Longitud: 16,83 m
- Envergadura: 8,69 m
- Altura: 4,89 m
- Superficie alar: 24,2 m²
- Peso vacío: 7 000 kg
- Peso cargado: 10 954 kg
- Peso máximo al despegue: 15 700 kg
- Planta motriz: 2× turbofán Rolls-Royce/Turbomeca Adour Mk.102.
  - Empuje normal: 22,8 kN (2320 kgf; 5114 lbf) de empuje cada uno.
  - Empuje con postquemador: 32,5 kN (3314 kgf; 7306 lbf) de empuje cada uno.

### Rendimiento
- Velocidad máxima operativa (Vno): 1699 km/h (1056 MPH; 917 kt) (Mach 1,6) a 11 000 m de altitud
- Radio de acción: 908 m (2979 ft) en una misión tipo lo-lo-lo con tanques de combustible externos
- Alcance en ferry: 3 524
- Techo de vuelo: 14 000
- Régimen de ascenso: 9 145 m en 1 min 30 s

### Armamento
- Cañones: 2× DEFA de calibre 30 mm, con 150 proyectiles cada uno
- Puntos de anclaje: 5 en total (4× pilones subalares) y 1× pilón central bajo el fuselaje y 2 puntos de sujeción sobre las alas. con una capacidad de 4500 kg, para cargar una combinación de:  
  - Bombas: 

    - Varios tipos de bombas de caída libre o guiadas por láser
    - 1× Bomba nuclear AN-52

  - Cohetes: 

    - 8× contenedores Matra de 18× cohetes SNEB de 68 mm cada uno

  - Misiles: 

    - Misiles aire-superficie:
      - Misiles antirradar AS.37 Martel
      - Misil aire-tierra AS-30L, guiado por láser

    - Misiles aire-aire:
      - 2× R.550 Magic, de corto alcance guiados por infrarrojos

  - Otros: 

    - Contenedores de contramedidas electrónicas de protección
    - Contenedores de reconocimiento
    - Contenedor de designación de objetivos láser/electro-óptico ATLIS
    - 3 x Tanques de combustible externos para mayor alcance o tiempo de merodeo

### Aeronaves similares
- LTV A-7 Corsair II
- Republic F-105 Thunderchief
- Grumman A-6 Intruder
- Dassault-Breguet Super Étendard
- Mikoyan MiG-27
- Sukhoi Su-25
- Sukhoi Su-34
- Xian JH-7
- Mitsubishi F-1
- Saab 37 Viggen
- Soko J-22 Orao
- IAR-93
- AMX International AMX

### Secuencias de designación
- Principales proyectos de desarrollo de aviones de combate multinacionales europeos:
  - Dassault/Dornier Alpha Jet - 
  - SEPECAT Jaguar - 
  - Panavia Tornado - 
  - Eurofighter Typhoon -